# Martignano
Martignano är en ort och kommun i provinsen Lecce i regionen Apulien i Italien. Kommunen hade 1 665 invånare (2017).